# Gentlemen
Az 1993-as Gentlemen a The Afghan Whigs negyedik nagylemeze. Az album szerepel az 1001 lemez, amit hallanod kell, mielőtt meghalsz című könyvben.

## Az album dalai
|     | Cím                            | Szerző(k)               | Hossz |
| --- | ------------------------------ | ----------------------- | ----- |
| 1.  | If I Were Going                | Greg Dulli              | 3:05  |
| 2.  | Gentlemen                      | Dulli                   | 3:54  |
| 3.  | Be Sweet                       | Dulli, Rick McCollum    | 3:37  |
| 4.  | Debonair                       | Dulli                   | 4:15  |
| 5.  | When We Two Parted             | Dulli, McCollum         | 5:47  |
| 6.  | Fountain and Fairfax           | Dulli                   | 4:21  |
| 7.  | What Jail Is Like              | Dulli                   | 3:30  |
| 8.  | My Curse (ének: Marcy Mays)    | Dulli                   | 5:45  |
| 9.  | Now You Know                   | Dulli                   | 4:10  |
| 10. | I Keep Coming Back             | Leo Austell, Leo Graham | 4:52  |
| 11. | Brother Woodrow/Closing Prayer | Dulli                   | 5:40  |

## Közreműködők
- Happy Chichester – mellotron, zongora
- Greg Dulli – ének
- Steve Earle – dob
- Barbara Hunter – cselló
- Marcy Mays – ének a My Curse-on
- Rick McCollum – gitár
- Jody Stephens – háttérvokál

### Produkció
- John Curley – hangmérnök, producer
- Greg Dulli – borítóterv, keverés, producer
- John Hampton – hangmérnök
- Bob Ludwig – mastering
- Jeff Powell – hangmérnök, keverés
- Jeffrey Reed – hangmérnökasszisztens

## Fordítás
Ez a szócikk részben vagy egészben a Gentlemen (album) című angol Wikipédia-szócikk ezen változatának fordításán alapul.  Az eredeti cikk szerkesztőit annak laptörténete sorolja fel. Ez a jelzés csupán a megfogalmazás eredetét és a szerzői jogokat jelzi, nem szolgál a cikkben szereplő információk forrásmegjelöléseként.